# Paul Boche
Paul Maximilian Boche (* 11. August 1987 in Eisenach) ist ein deutscher Schauspieler und Model.

## Karriere
Paul Boche ist in einer freien Hausgemeinschaft in Eisenach/Thüringen aufgewachsen. Während seiner Schulzeit wurde er von einer Agentur in Berlin entdeckt und begann seine Tätigkeit als Model auf internationalem Niveau. Nach dem Abitur 2006 zog er nach New York City, wo er u. a. die Schauspielschule The Lee Strasberg Theatre and Film Institute besuchte. Schauspielunterricht erhielt er u. a. von George Loros und Roberta Wallach.
Im Kurzfilm Rondo spielt Boche neben Lucas Englander und Luise Wolfram. Der Film hatte seine Premiere bei den Internationalen Filmfestspielen Berlin 2022.
Als Model arbeitete Boche u. a. für Dior, Diesel, Kenzo, Hugo Boss, Jean Paul Gaultier, Dries Van Noten u. v. a.

## Filmografie (Auswahl)
- 2007: Generation Model (Dokumentation, ZDF – Das kleine Fernsehspiel, Credofilm)
- 2015: Uns geht es gut
- 2016: Fucking Berlin
- 2016: Allein gegen die Zeit – Der Film
- 2016: Wir sind die Rosinskis (Fernsehfilm)
- 2016: Zazy
- 2018: SOKO Stuttgart: Bauchgefühle (Fernsehserie, Episodenhauptrolle)
- 2019: SOKO Potsdam: Nervenkitzel (Fernsehserie, Episodenrolle)
- 2019: Zerbrochen – Ein Fall für Dr. Abel (Fernsehreihe)
- 2020: Notes of Berlin
- 2021: Letzte Spur Berlin: Am seidenen Faden (Fernsehserie, Episodenrolle)
- 2022: Rondo (Kurzfilm)
- 2022: Jenseits der Spree: Alleingang (Fernsehserie, Episodenrolle)
- 2022: SAS: Rogue Heroes (Fernsehserie)
- 2023: In aller Freundschaft: Dicht am Leben (Fernsehserie, Episodenrolle)
- 2023: Zwischen uns die Nacht
- 2024: Die Eifelpraxis – Freiheit zu leben (Fernsehreihe)
- 2025: Die Kanzlei: Irre Zeiten (Fernsehserie, Episodenrolle)